# Văn Yên (xã)
Văn Yên là một xã thuộc huyện Đại Từ, tỉnh Thái Nguyên, Việt Nam.

## Địa lý
Xã Văn Yên nằm ở phía nam huyện Đại Từ, tiếp giáp với dãy núi Tam Đảo và có vị trí địa lý:
- Phía đông giáp xã Ký Phú
- Phía tây giáp xã Mỹ Yên
- Phía nam giáp tỉnh Vĩnh Phúc
- Phía bắc giáp xã Lục Ba.

Xã Văn Yên có diện tích 23,78 km², dân số năm 1999 là 7.182 người, mật độ cư trú đạt 303 người/km². 

## Hành chính
Xã Văn Yên được chia thành 15 xóm: Bầu 1, Bầu 2, Bậu 1, Bậu 2, Núi, Kỳ Linh, Mây, Cầu Găng, Đình 1, Đình 2, Giữa 1, Giữa 2, Dưới 1, Dưới 2, Dưới 3.

## Danh nhân
- Lưu Nhân Chú
- Lưu Trung